# Sihva
Sihva – wieś w Estonii, prowincji Valga, w gminie Otepää. Przez miejscowość przepływa potok Voki oja.